# Fadrique Álvarez de Toledo y Enríquez de Guzmán

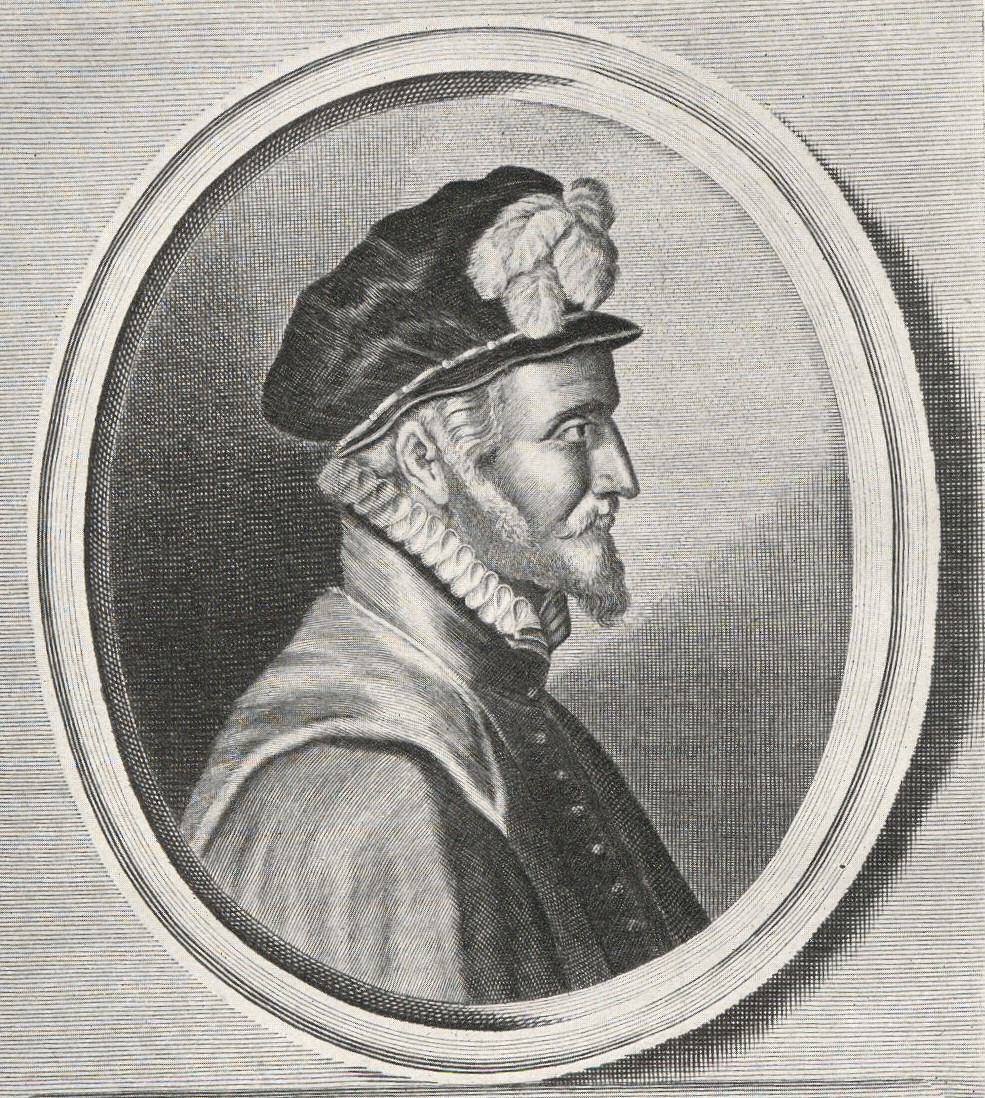
Don Fadrique Álvarez de Toledo.

Fadrique Álvarez de Toledo y Enríquez de Guzmán, couramment appelé don Fadrique, né le 21 novembre 1537 et mort le 11 décembre 1583 à Lisbonne, est un Grand d'Espagne, quatrième duc d'Albe (1582), duc de Huéscar, marquis de Coria et grand commandeur de l'ordre de Calatrava. 
Il sert la monarchie espagnole sous les ordres de son père, vice-roi de Naples, puis gouverneur général des Pays-Bas au début de la guerre de Quatre-Vingts Ans.

## Biographie

### Famille
Il est le second fils de Fernando Álvarez de Toledo (1507-1582), troisième duc d'Albe (c'est-à-dire Alba de Tormes, dans la région de Salamanque), et de María Enríquez. 
En 1555, il épouse Guiomar de Aragón, fille du duc de Segorbe, Alphonse d'Aragon. 
Il se remarie en 1562 avec María Pimentel, fille du duc de Benavente (province de Zamora), Antoine de Pimentel. Ces deux mariages restent sans descendance.
Son frère aîné étant mort en 1548, il hérite du duché d'Albe à la mort de leur père.

### Débuts au service du roi d'Espagne
Entre 1557 et 1558, il remplace occasionnellement son père durant les absences de celui-ci à la charge de vice-roi de Naples, une des possessions extérieures du roi d'Espagne, Charles Quint jusqu'en 1556, puis Philippe II.

### Conflit avec Madeleine de Guzman
Ayant fait des promesses de mariage à Madeleine de Guzmán, dame d'honneur de la reine Isabelle, épouse de Philippe II de 1559 à 1568, mais ne les ayant pas tenues, il est arrêté en 1566 et emprisonné au château de La Mota, à Medina del Campo. De son côté, Madeleine de Guzmán est contrainte de se retirer au monastère de Santa Fe de Tolède.
L'année suivante, don Fadrique est remis en liberté contre l'engagement de servir dans l'armée pendant trois ans dans la région frontalière proche d'Oran ; au terme de cet engagement, il ne pourra pas se présenter à la cour pendant trois autres années . 
En avril 1568, se trouvant à Murcie en attendant d'embarquer pour Oran, il rencontre le roi Philippe II qui lui ordonne de partir aux Pays-Bas, rejoindre son père qui est depuis 1567 gouverneur général, chargé de réprimer l'insurrection qui a débuté en 1566-1567.

### Officier aux Pays-Bas espagnols (1568-1574)
Don Fadrique est commandant de l'armée de la couronne espagnole aux Pays-Bas espagnols sous les ordres de son père durant la première phase de la guerre de Quatre-Vingts Ans. 
Il participe notamment au siège de Mons (mai-septembre 1572) et est à la tête des troupes espagnoles lors du sac de Malines (2-4 octobre 1572), Zutphen et Naarden. Il mène ensuite les sièges de Haarlem (décembre 1572-juillet 1573), qu'il mène à bien, puis d'Alkmaar (août-octobre 1573), mais il ne réussit pas à prendre cette ville . 
En 1574, le duc d'Albe, rappelé à Madrid, est remplacé par Luis de Requesens. Lui et son fils reviennent donc en Espagne, dans une certaine disgrâce pour n'avoir pas réussi à mater l'insurrection.

### Reprise de l'affaire Guzman (1578) et mariage secret
En 1578, à la demande de Madeleine de Guzmán, toujours enfermée, Philippe II ordonne de rouvrir le procès contre don Fadrique. Pendant la période du procès, celui-ci est de nouveau incarcéré, d'abord au château de Tordesillas, puis dans celui de La Mota. 
Au cours des enquêtes qui sont menées, on découvre que, dans le but d'éviter le mariage avec la plaignante, Fadrique s'est marié en secret avec une parente, María de Toledo, fille de García Álvarez de Toledo y Osorio, marquis de Villafranca et vice-roi de Sicile, cousin du duc d'Albe, et qu'il a reçu pour cela une autorisation de son père, en contravention avec les dispositions du roi. 
En conséquence, Fadrique reste en prison tandis que son père est chassé de la cour et exilé à Uceda (province de Guadalajara).
En raison de son mauvais état de santé et des mauvaises conditions d'enfermement, en mai 1580, Fadrique est autorisé à quitter sa prison, mais assigné à résidence à Alba de Tormes.
De son union avec María de Toledo, un fils naît en 1582, mais il meurt en bas âge. 

### Mission au Portugal
En 1581, le duc d'Albe est rappelé au service du roi et envoyé en mission au Portugal, considéré comme une possession de la couronne d'Espagne depuis 1580, mais où une rébellion s'est développée sous la direction d'Antoine de Portugal (crise de succession portugaise). Il y meurt en 1582, et son fils Fadrique un peu plus tard, en 1583.
C'est un neveu qui lui succède dans ses titres de noblesse, Antonio Álvarez de Toledo y Beaumont.